# Nederlands landskampioenschap 1903-1904
Al campionato parteciparono diciassette squadre e il HBS Craeyenhout vinse il titolo.

## Est
|   | Club           | G | V | N | P | GF | GS | Punti | DR  |                                      |
| - | -------------- | - | - | - | - | -- | -- | ----- | --- | ------------------------------------ |
| 1 | PW             | 8 | 5 | 1 | 2 | 32 | 19 | 11    | +13 | Qualificata al gruppo per il titolo. |
| 2 | Vitesse        | 8 | 4 | 2 | 2 | 28 | 15 | 10    | +13 |                                      |
| 3 | Koninklijke UD | 8 | 4 | 2 | 2 | 13 | 14 | 10    | -1  |                                      |
| 4 | Quick Nijmegen | 8 | 2 | 1 | 5 | 10 | 25 | 5     | -15 |                                      |
| 5 | GVC Wageningen | 8 | 1 | 2 | 5 | 11 | 21 | 4     | -10 |                                      |

G = Partite giocate; V = Vittorie; N = Nulle/Pareggi; P = Perse; GF = Goal fatti; GS = Goal subiti; DR = Differenza reti, PT = Punti

## Ovest-A
|   | Club                     | G  | V | N | P  | GF | GS | Punti | DR  |                                          |
| - | ------------------------ | -- | - | - | -- | -- | -- | ----- | --- | ---------------------------------------- |
| 1 | HBS Craeyenhout          | 10 | 7 | 1 | 2  | 42 | 15 | 15    | +27 | Qualificata al gruppo per il titolo.     |
| 2 | Koninklijke HFC          | 10 | 7 | 1 | 2  | 38 | 21 | 15    | +17 |                                          |
| 3 | Sparta Rotterdam         | 10 | 5 | 1 | 4  | 28 | 23 | 11    | +5  |                                          |
| 4 | RAP Amsterdam            | 10 | 5 | 0 | 5  | 29 | 33 | 10    | -4  |                                          |
| 5 | Ajax Sportman Combinatie | 10 | 4 | 1 | 5  | 25 | 25 | 9     | 0   |                                          |
| 6 | Quick 1890               | 10 | 0 | 0 | 10 | 4  | 49 | 0     | -45 | Non partecipante la stagione successiva. |

G = Partite giocate; V = Vittorie; N = Nulle/Pareggi; P = Perse; GF = Goal fatti; GS = Goal subiti; DR = Differenza reti, PT = Punti

## Ovest-B
|   | Club                | G  | V | N | P | GF | GS | Punti | DR  |                                            |
| - | ------------------- | -- | - | - | - | -- | -- | ----- | --- | ------------------------------------------ |
| 1 | Velocitas           | 10 | 7 | 1 | 2 | 38 | 18 | 15    | +20 | Qualificata al gruppo per il titolo.       |
| 2 | HVV Den Haag        | 10 | 5 | 2 | 3 | 31 | 15 | 12    | +16 |                                            |
| 3 | Hercules            | 10 | 4 | 3 | 3 | 34 | 21 | 11    | +13 |                                            |
| 4 | HFC Haarlem         | 10 | 4 | 3 | 3 | 32 | 27 | 11    | +5  |                                            |
| 5 | Rapiditas Rotterdam | 10 | 4 | 0 | 6 | 13 | 36 | 8     | -23 |                                            |
| 6 | Volharding          | 10 | 0 | 3 | 7 | 10 | 41 | 3     | -31 | Non partecipante alla stagione successiva. |

G = Partite giocate; V = Vittorie; N = Nulle/Pareggi; P = Perse; GF = Goal fatti; GS = Goal subiti; DR = Differenza reti, PT = Punti

## Gruppo per il titolo
|   | Club            | G | V | N | P | GF | GS | Punti | DR |
| - | --------------- | - | - | - | - | -- | -- | ----- | -- |
| 1 | HBS Craeyenhout | 4 | 2 | 1 | 1 | 7  | 6  | 5     | +1 |
| 2 | Velocitas       | 4 | 1 | 2 | 1 | 11 | 5  | 4     | +6 |
| 3 | PW              | 4 | 1 | 1 | 2 | 6  | 13 | 3     | -7 |

G = Partite giocate; V = Vittorie; N = Nulle/Pareggi; P = Perse; GF = Goal fatti; GS = Goal subiti; DR = Differenza reti, PT = Punti